# Los motivos de Luz
Los motivos de Luz és una pel·lícula dramàtica mexicana dirigida per Felipe Cazals i protagonitzada per Delia Casanova, Patricia Reyes Spíndola, Martha Aura, Ana Ofelia Murguía, Alonso Echánove i Carlota Villagrán de 1985.

## Argument
Luz és acusada d'assassinar als seus quatre fills per la qual cosa és empresonada. Estant a la presó rememora com era la seva vida abans d'estar en ella. Treballava com a treballadora domèstica a la Ciutat de Mèxic, ús del qual és acomiadada pels continus embarassos que té de Sebastián, amb qui té una relació de domini sexual i de desenfrenament, a causa de la repressió que Luz va viure en la infància. Una advocada i una psicòloga intervenen per a conèixer les veritables causes dels crims que li atribueixen.

## Producció
La pel·lícula va ser rodada a partir del 6 de maig de 1985 en els Estudis Churubusco de la Ciutat de Mèxic. El guió de la pel·lícula es va basar en fets reals. Va ser estrenada el 6 de febrer de 1986 als cinemes Chapultepec, Pecime Uno, Cuitláhuac i Lago Dos. La companyia productora va ser Chimalistac Producciones.

## Repartiment
- Patricia Reyes Spíndola - Luz Cruz
- Delia Casanova - Dra. Maricarmen Rebollar
- Martha Aura - Abogada Marisela Alférez
- Ana Ofelia Murguía - Suegra de Luz
- Alonso Echánove - Sebastián Ramírez
- Carlota Villagrán
- Dunia Saldívar
- Georgina Chavira
- Adriana Rojo
- María Prado
- Luz María Peña
- Socorro Camacho
- Juán de la Loza
- José Ángel García
- Carlos Cardán

## Recepció
La pel·lícula era basada en el cas real d'Elvira Luz Cruz, una dona que va ser acusada de l'homicidi dels seus quatre fills. El 9 d'agost de 1982, dia dels fets, Cruz va ingerir begudes alcohòliques i quan va despertar els seus quatre fills estaven morts.Per aquest fet va ser empresonada, condemnada a 27 anys de presó i absolta dels crims després de comprovar-se la seva innocència.
Cruz va demandar el 14 de gener de 1986 per difamació, danys morals i calúmnia al director, els guionistes, la productora i la distribuïdora de la pel·lícula i va reclamar 100 milions de pesos com a indemnització. Durant el judici que va portar diversos anys, els demandats van posar en dubte que afectessin la vida íntima de Cruz, atès que gran part del cas havia estat del domini públic en haver adquirit notorietat social i aparèixer en mitjans. També van voler al·legar que la pel·lícula era producte de la ficció però peritatges van trobar més de 40 coincidències entre el descrit per l'expedient jurídic i l'argument de la pel·lícula. Els jutges del cas van determinar que només la productora i la distribuïdora eren culpables, i Cruz va guanyar el judici per la qual cosa va ser indemnitzada amb el 15 per cent de la recaptació total del film, uns 3 milions de pesos.
Cap a finals de 1986 un grup feminista es va emparar davant un jutge per a evitar l'exhibició de la pel·lícula, al que els productors i distribuïdors del film es van oposar en tribunals, obtenint aquesta reestrena per al 20 de novembre d'aquest mateix any.

## Premis
Als Premis Ariel va rebre quatre nominacions, però només un premi.
| XXVIII edició dels Premis Ariel | Los motivos de Luz      | millor pel·lícula            | Nominat   |
| XXVIII edició dels Premis Ariel | Felipe Cazals           | Millor direcció              | Nominat   |
| XXVIII edició dels Premis Ariel | Alonso Echánove         | Millor actor                 | Nominat   |
| XXVIII edició dels Premis Ariel | Patricia Reyes Spíndola | Millor actriu                | Guanyador |
| XXVIII edició dels Premis Ariel | Ana Ofelia Murguía      | Millor actriu de repartiment | Guanyador |
| XXVIII edició dels Premis Ariel | Dunia Zaldívar          | Millor actriu de repartiment | Nominat   |
| XXVIII edició dels Premis Ariel | Horacio Martínez        | Millor direcció artística    | Nominat   |

Aquest film ocupa el lloc número 76 dins de la llista de les 100 millors pel·lícules del cinema mexicà, segons l'opinió de vint-i-cinc crítics i especialistes del cinema mexicà, publicada per la revista Somos al juliol de 1994.